# Kyasainakere, Honnali
Kyasainakere là một làng thuộc tehsil Honnali, huyện Davanagere, bang Karnataka, Ấn Độ.